# Cleistanthus michelsonii
Cleistanthus michelsonii är en emblikaväxtart som beskrevs av J.Leonard. Cleistanthus michelsonii ingår i släktet Cleistanthus och familjen emblikaväxter.
Artens utbredningsområde är Kongo-Kinshasa. Inga underarter finns listade i Catalogue of Life.